# Giovanni Boi
Giovanni Boi, all'anagrafe Mario Gerolamo Giovanni Boi (Busachi, 30 settembre 1934 – Cagliari, 9 gennaio 2016), è stato un politico e sindacalista italiano.

## Biografia
Insegnante a Guspini, impegnato nel sindacato Cisl Scuola e nell'ACLI, di cui è stato presidente regionale sardo e provinciale di Cagliari.
Viene eletto alla Camera dei Deputati nel 1992 nelle file della Democrazia Cristiana, al cui scioglimento confluisce nel PPI. Nel 1994 con tale partito si ricandida alle elezioni nel collegio uninominale di Iglesias, ma non risulta eletto.
Muore all'età di 81 anni nel gennaio 2016.